# Royal Pavilion

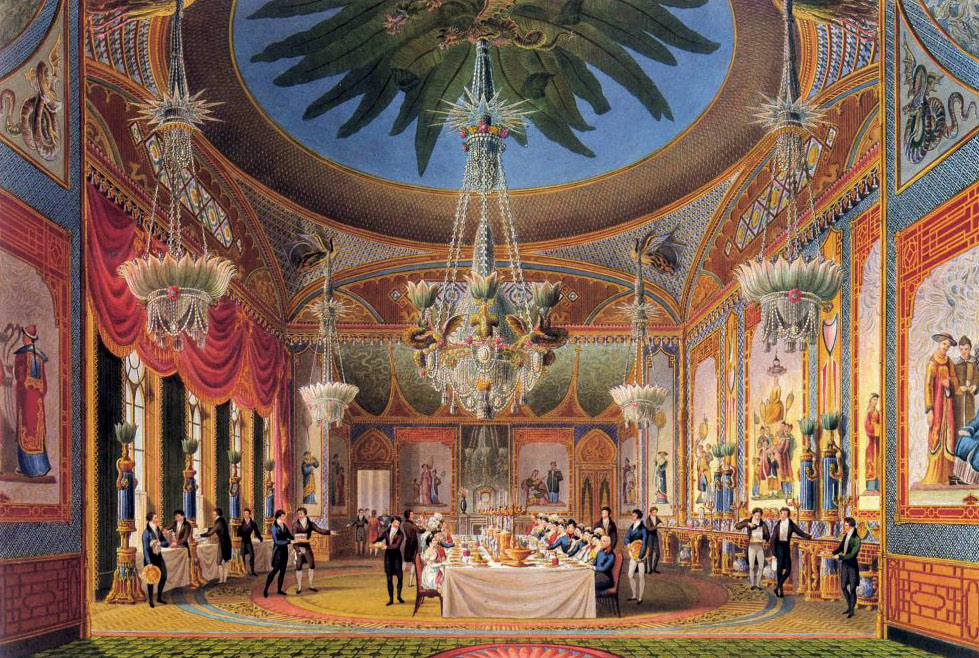
Sala Bankietowa pałacu (rysunek z książki autorstwa Johna Nasha)

Royal Pavilion (znany także jako Brighton Pavilion) - była rezydencja królewska w Brighton, obecnie przekształcona w muzeum. Budynek ma formę pałacu zaprojektowanego w tzw. stylu indosaraceńskim, stanowiącym próbę połączenia neogotyku z architekturą charakterystyczną dla państwa Wielkich Mogołów. Styl ten był dość szeroko stosowany przez brytyjskich architektów pracujących w XIX-wiecznych Indiach, natomiast w Europie jest spotykany niezmiernie rzadko. Royal Pavilion uważany jest za jego najważniejszy przykład na Starym Kontynencie.
Pierwsza wersja pałacu została zbudowana na terenie dawnej farmy w dwóch etapach na przełomie XVIII i XIX wieku. Zleceniodawcą był książę regent, późniejszy król Jerzy IV. Książę cierpiał na dnę moczanową i lekarz zalecił mu, aby często przebywał nad morzem - mikroklimat wybrzeża miał dobrze służyć jego zdrowiu. Stąd wzięła się decyzja o budowy rezydencji w Brighton. Innym powodem miała być chęć dyskretnego - z dala od Londynu - spotykania się z jego ukochaną, Marią Anne Fitzherbert (książę nawet poślubił ją, lecz związek ten był nieważny z mocy brytyjskiego prawa, gdyż była ona katoliczką). 
Obecny wygląd nadał pałacowi architekt John Nash w czasie przebudowy trwającej w latach 1815–1822. Przywołująca jednoznaczne skojarzenia z Indiami bryła budynku wyraźnie wyróżnia się na tle architektury centrum Brighton. Wnętrza urządzono mieszając elementy indyjskie, chińskie i pochodzące ze świata islamu.
W 1845 rząd postanowił o sprzedaży pałacu. Po długich pertraktacjach, w 1849 nabywcą zostały władze miejskie Brighton. W czasie I wojny światowej mieścił się tam szpital dla rannych żołnierzy z Indii i Karaibów. Nieopodal Brighton urządzono miejsce rytualnej kremacji i pochówku dla zmarłych w szpitalu hinduistów i sikhów. 
Obecnie budynek stanowi muzeum, istnieje także możliwość wynajmowania go na konferencje i przyjęcia.